# Indisierte Staaten

Ausbreitung hinduistischen Kultureinflusses nach Südostasien

Indisierte Staaten oder indisierte Reiche (englisch Indianized states) ist ein Sammelbegriff für verschiedene historische Staatswesen, die im ersten und der ersten Hälfte des zweiten Jahrtausends in Südostasien bestanden – sowohl auf dem Festland der Indochinesischen und Malaiischen Halbinsel, als auch auf den westlichen Inseln des Malaiischen Archipels. Ihre Kultur war vom Hinduismus und/oder Buddhismus geprägt und ihre schriftlichen Zeugnisse sind überwiegend auf Sanskrit abgefasst.

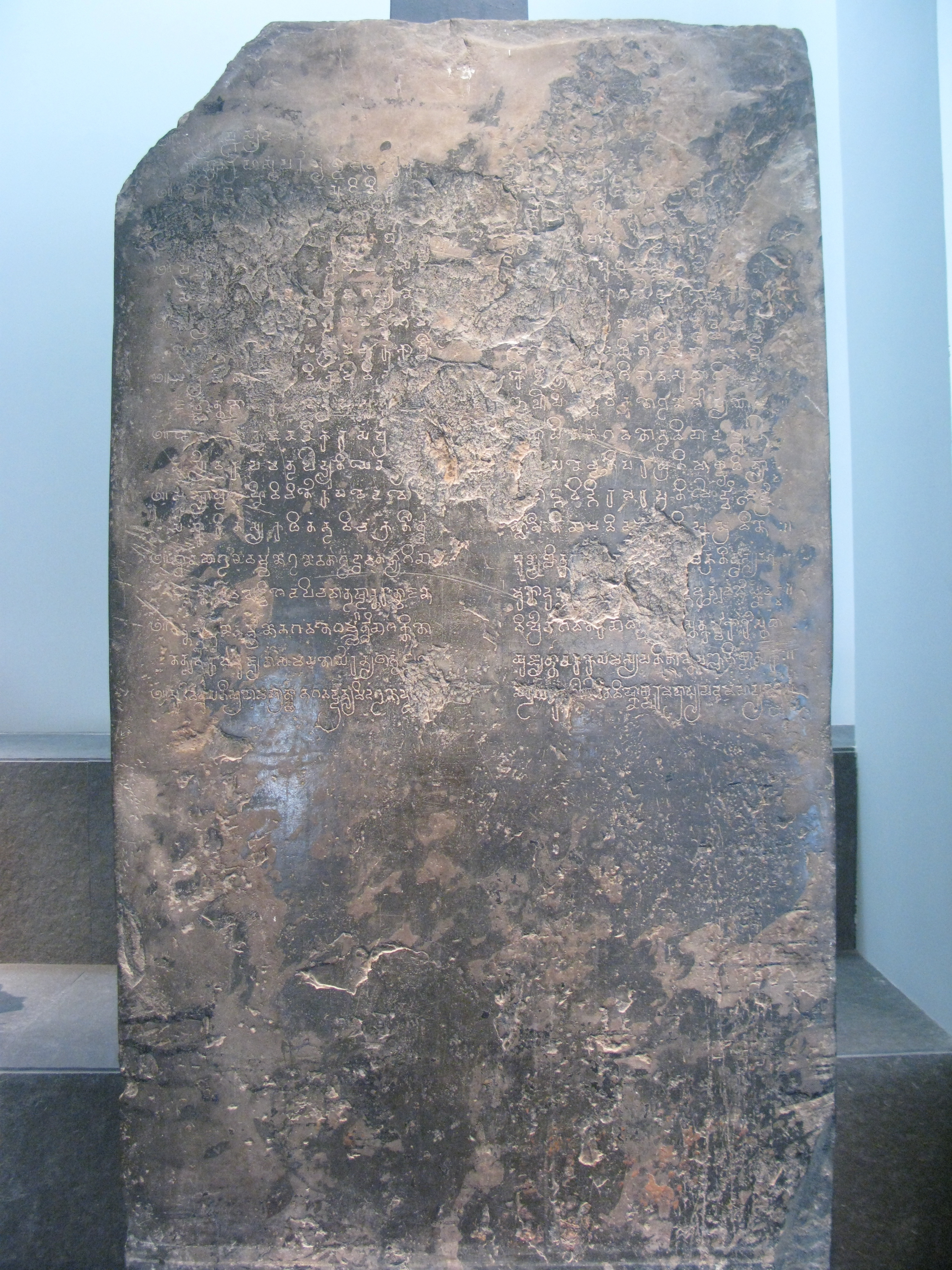
Stele mit Sanskrit-Inschrift aus Funan (Mitte 5. Jahrhundert)

Der Begriff und das Konzept wurde im Wesentlichen durch den auf Südostasien spezialisierten Archäologen und Epigraphiker George Cœdès (1886–1969) geprägt, der 1944 die erste Auflage seiner Histoire ancienne des états hindouisés d’Extrème-Orient veröffentlichte, und von vielen anderen Historikern aufgegriffen und weiterentwickelt. Heutige Kenntnisse über die Geschichte der indisierten Staaten beruhen meist auf vor Ort entdeckten archäologischen Zeugnissen, insbesondere Inschriften, sowie zeitgenössischen chinesischen Chroniken. Allgemein wird davon ausgegangen, dass um die Zeitenwende die Bevölkerung weiter Teile Südostasiens austroasiatische (dazu gehören z. B. Khmer und Mon) und austronesische Sprachen sprach (letztere beinhalten z. B. Malaiisch, Javanisch und die Cham-Sprache). Allerdings gibt es nur wenige Inschriften in den jeweiligen einheimischen Sprachen, während die meisten auf Sanskrit verfasst sind.

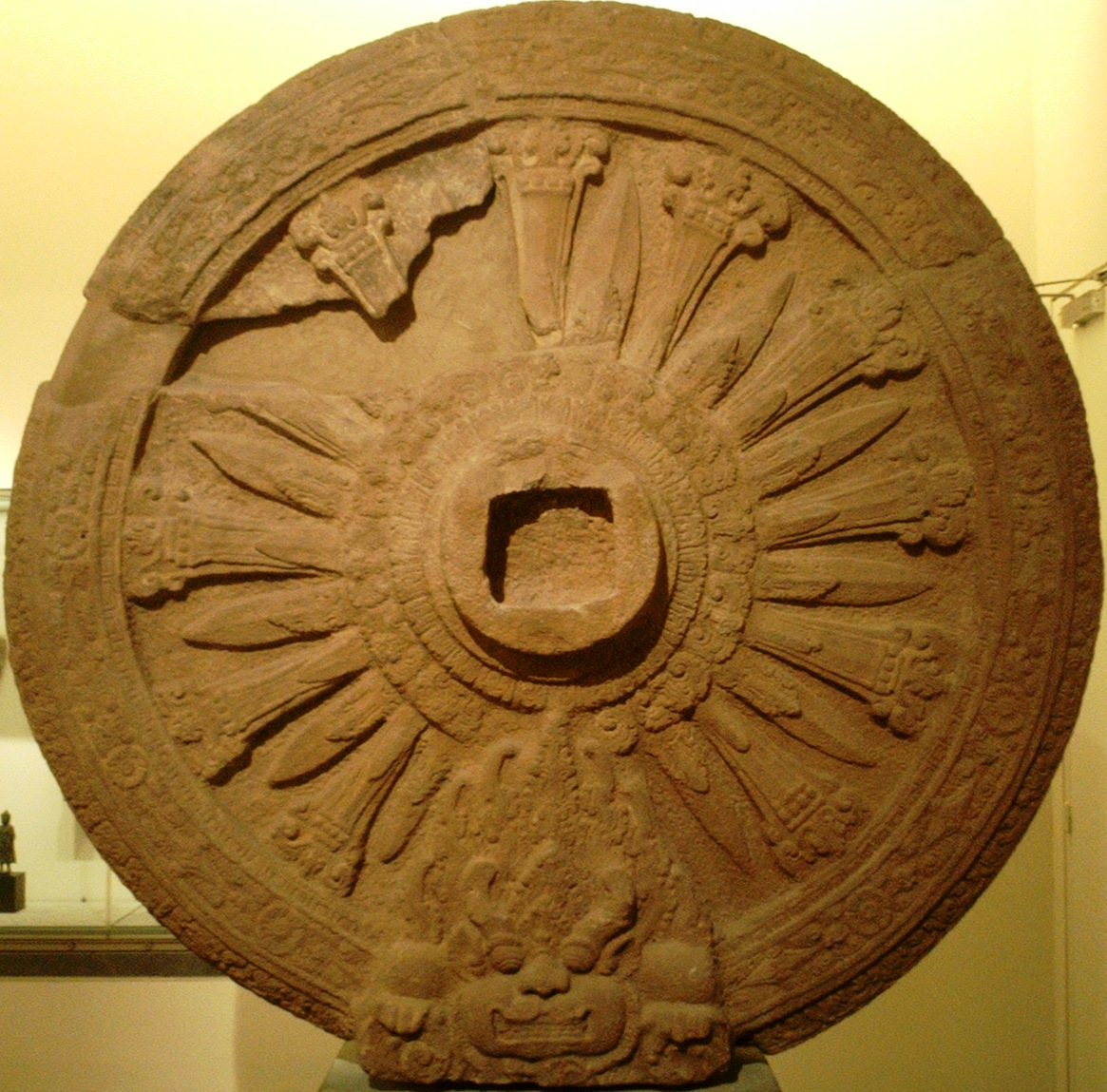
Dharmachakra („Gesetzesrad“) aus Dvaravati (ca. 8. Jahrhundert)

Cœdès ging von einer ersten Welle der Indisierung Südostasiens im 2. und 3. Jahrhundert aus. Aus dieser Phase stammt die Inschrift von Vo Canh (in der Nähe der heutigen vietnamesischen Stadt Nha Trang), die älteste bislang entdeckte Sanskrit-Inschrift in Südostasien. Etwa zur gleichen Zeit tauchten in chinesischen Chroniken die ersten Zeugnisse südostasiatischer Staaten auf, von denen erwähnt wird, dass sie im engen Kontakt mit Indien standen. Eine Phase der „zweiten Indisierung“ datierte Cœdès von Mitte des 4. bis Mitte des 6. Jahrhunderts. Wie stark die Indisierung durch tatsächliche Einwanderung indischer Kolonisten oder eher durch bloße Übernahme von Elementen der indischen Kultur durch die einheimische Bevölkerung erfolgte, und ob die indischen Einflüsse nur eine von der jeweiligen Elite gepflegte kulturelle Fassade darstellten oder auch breite Bevölkerungsschichten erreichten, ist bis heute Gegenstand akademischer Debatten.
Auf den starken indischen Einfluss auf die Kulturen Südostasiens ist auch die veraltende Bezeichnung Hinterindien für diese Region zurückzuführen. In antiken indischen Quellen wurden die Staaten Südostasiens als Suvarnabhumi („Goldland“) bezeichnet, damit korreliert die Bezeichnung Chryse Chersonesos bei Ptolemäus und Aurea Chersonesus in lateinischen Quellen.

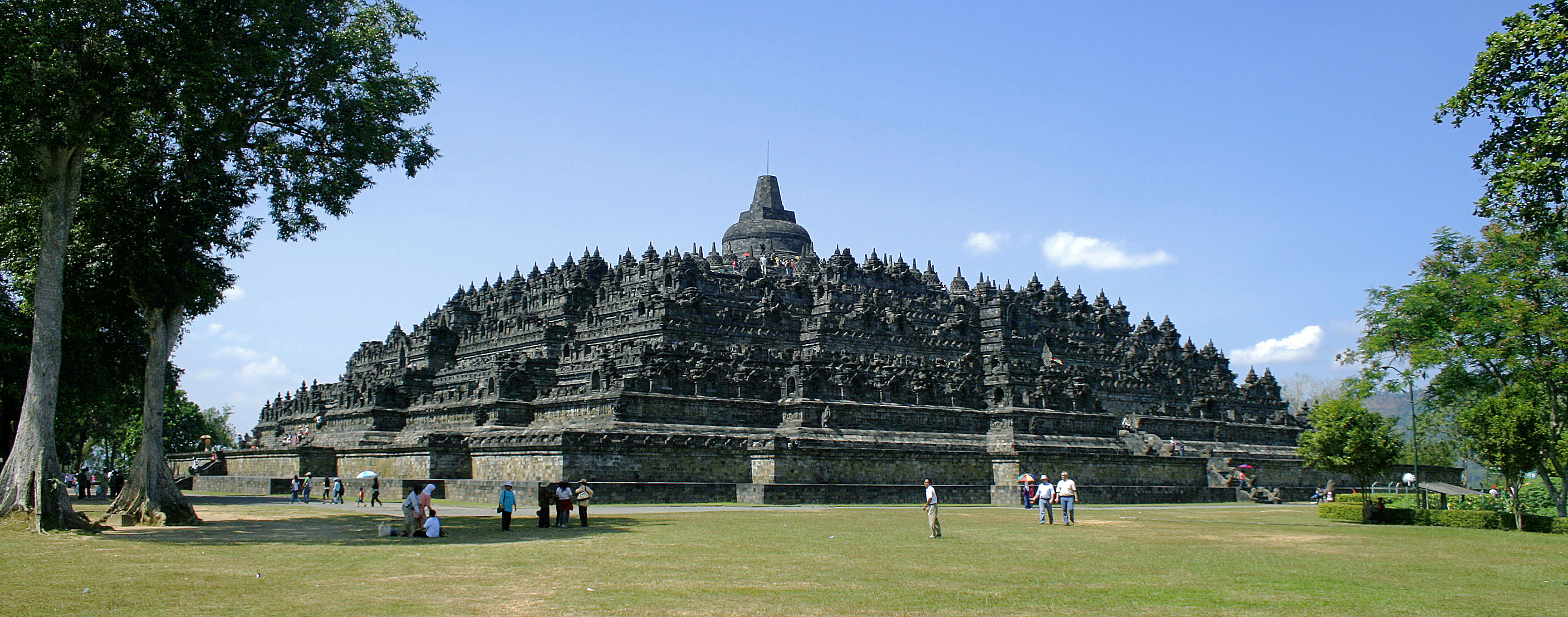
Buddhistische Tempelanlage Borobudur, errichtet während der Sailendra-Dynastie auf Java (9. Jahrhundert)

Zu den indisierten Staaten werden namentlich Funan (1. bis 7. Jahrhundert) und dessen Nachfolger Chenla (6. bis 8. Jahrhundert) und Angkor (Kambuja; 9. bis 15. Jahrhundert) mit Zentrum im heutigen Kambodscha, die Stadtstaaten der Pyu im heutigen Zentral-Myanmar (1. bis 9. Jahrhundert), das Champa-Netzwerk im heutigen Südvietnam (2. bis 19. Jahrhundert), das buddhistische Städtenetzwerk Dvaravati der Mon im Becken des Mae Nam Chao Phraya (heutiges Zentralthailand; 6. bis 11. Jahrhundert), Langkasuka (2. bis 15. Jahrhundert) und Tambralinga (7. bis 14. Jahrhundert) auf der Malaiischen Halbinsel (heute Südthailand und nördliches Malaysia), das buddhistische Seehandelsnetzwerk Srivijaya mit Zentrum auf Sumatra (7. bis 13. Jahrhundert), das Reich der Sailendra-Dynastie auf Java (8. bis 9. Jahrhundert), das erste birmanische Reich Bagan (11. bis 13. Jahrhundert) sowie die hinduistische Thalassokratie Majapahit mit Zentrum im östlichen Java (13. bis 16. Jahrhundert) gezählt. Innerhalb oder neben diesen großen Reichen bzw. Netzwerken („Mandalas“) gab es eine Vielzahl kleinerer indisierter Staatswesen.
Der Niedergang der indisierten Staaten wird von den Mongoleneinfällen und der Ausbreitung der Tai-Völker in Südostasien im 13. Jahrhundert begleitet. Allerdings übernahmen die Tai-Reiche (z. B. Sukhothai, Lan Na, Lan Xang, Ayutthaya) starke kulturelle und religiöse Einflüsse, zum Teil auch politische Strukturen ihrer jeweiligen indisierten Vorläuferstaaten. Das Ende der wichtigsten indisierten Reiche markieren die Aufgabe Angkors im 15. Jahrhundert nach einer entscheidenden Niederlage gegenüber dem Thai-Reich von Ayutthaya, die Aufgabe der Champa-Hauptstadt Vijaya unter dem Druck der sich nach Süden ausbreitenden Vietnamesen, die Ausbreitung des Islams in Malaya und Indonesien im 15. und 16. Jahrhundert sowie die Kolonisierung Malakkas durch die Portugiesen 1511.